# David Cooper (beisbolista)
David Fletcher Cooper (nacido el 12 de febrero de 1987) es un exjugador de beisbol profesional en primera base. Anteriormente jugó en Grandes Ligas de Béisbol (MLB) para el Azulejos de Toronto en 2011 y 2012. Mide 6 pies de altura y pesa 200 libras.

## Carrera Amateur
Un nativo de Stockton, California, Cooper se graduó de Escuela Secundaria Tokay en Lodi, California. Él jugó béisbol universitario para los Titans de  Cal State Fullerton antes de terminar su carrera universitaria con los  California Golden Bears. En 2006 y 2007, jugó béisbol universitario de verano con el Brewster Whitecaps de la Liga de Béisbol de Cape Cod.
En su temporada júnior bateó .359/.449/.682 con 19 jonrones y 55 carreras impulsadas, atrayendo la atención de los cazatalentos profesionales. Fue seleccionado en el draft con la selección general número 17 de la Draft de las Grandes Ligas de Béisbol de 2008 por el Toronto Blue Jays. Cooper fue uno de los muchos prospectos de primera base tomados en la primera ronda del draft después de otros bateadores universitarios de gran prestigio, como Allá Alonso, Brett Wallace, y Justin Smoak. En los informes de exploración previos al draft, Cooper fue considerado como un bate universitario altamente pulido que puede batear para promedio y más poder de jonrones en las grandes Ligas, pero fue visto como defensivamente limitado y proyectado para jugar en 1B o DH a nivel de Grandes Ligas.

## Trayectoria profesional

### Toronto Blue Jays
Estaba jugando con la Triple-A Las Vegas 51s en la organización de los Blue Jays, hasta que fue llamado a los Blue Jays el 29 de abril de 2011.
Cooper hizo su debut en las Grandes Ligas el 29 de abril de 2011, contra los Yankees de Nueva York, jugando la pocisopm DH y bateo 7.º en la alineación. Caminó en su primera aparición en el plato y se ponchó en su primer turno al bate oficial. Terminó el partido 0-4. Grabó su primera carrera RBI al día siguiente en una derrota por 5-4 ante los Yankees, y su primer hit en su carrera el 1 de mayo contra Iván Nova. El 10 de mayo, Cooper conectó el primer jonrón de su carrera, un disparo solitario de Daniel Bard, suplente de los  Red Socks de Boston, y siguió con un elevado de sacrificio ganador del juego en la parte baja de la décima entrada. Cooper fue degradado de nuevo a Triple-A el 15 de mayo, y después de casi 4 meses con Las Vegas, fue incluido en las convocatorias de septiembre de los Blue Jays y volvió a debutar el 8 de septiembre.
Cooper no llegó al roster de los Blue Jays de los entrenamientos de primavera y comenzó la temporada 2012 en Las Vegas. Cooper estaba golpeando .298 con 6 HR y 34 carreras impulsadas en 42 juegos cuando el 25 de mayo, fue ascendido a Toronto después que Ben Francisco. se colocó en la DL de 15 días.
Cooper fue elegido para la Triple-A Las Vegas 51s el 24 de junio de 2012. Fue llamado el 30 de julio para reemplazar Adam Lind, que fue colocado en la lista de lesionados debido a una distensión en la parte media de la espalda, El 17 de febrero de 2013, los Blue Jays anunciaron que Cooper se perderá todos los entrenamientos de primavera debido a una grave lesión en la espalda, y está buscando tratamiento para un problema discal. Cooper fue liberado por los Azulejos el 13 de marzo de 2013.
Cooper se sometió a una cirugía de espalda en abril de 2013 y se le colocó una placa de titanio y dos tornillos de titanio en la espalda Vértebras T7 y T8 para reforzar su vertebral.

### Indios de Cleveland
El 13 de agosto de 2013, Cooper firmó un contrato de liga menor con los Cleveland indians. Incluyó una opción para  dejar la organización si no hubiera encontrado un club de liga importante para fines de agosto. Jugó siete encuentros con el Columbus Clípers antes de ser declarado agente libre concedido en agosto 31.
Cooper firmó un nuevo contrato de Grandes Ligas con los Indios el 9 de diciembre de 2013. Fue designado para asignación el 2 de marzo de 2014 cuando Justin Sellers fue adquirido por los Dodgers de Los Ángeles, y fue cedido a Triple-A el 4 de marzo.

### Lancaster Barnstormers
El 25 de marzo de 2015, Cooper firmó con el Lancaster Barnstormers de la Liga Atlántica de Béisbol Profesional.

### Mets de Nueva York
El 14 de mayo de 2015, Cooper firmó un contrato de ligas menores con los Mets de Nueva York y fue asignado a la Doble-a Mets de Binghamton. Cooper fue liberado el 31 de mayo y, según los informes, planeaba retirarse.